# Прохлада
Прохла́да (болг. Прохлада) — село в Силістринській області Болгарії. Входить до складу общини Дулово.

## Населення
За даними перепису населення 2011 року у селі проживали 260 осіб.
Національний склад населення села:
| Національність   | Кількість осіб | Відсоток |
| ---------------- | -------------- | -------- |
| турки            | 108            | 45,8%    |
| болгари          | 68             | 28,8%    |
| цигани           | 56             | 23,7%    |
| інша             | 0              | 0%       |
| не визначились   | 4              | 1,7%     |
| Всього відповіли | 236            |          |

Розподіл населення за віком у 2011 році:
Динаміка населення: